# Børge Mortensen
Børge Mortensen (* 3. November 1921 in Aarhus; † 16. Oktober 2005 in Kolt) war ein dänischer Radrennfahrer.

## Sportliche Laufbahn
Mortensen startete für den Verein Aarhus Bane Klub. Er war Teilnehmer der Olympischen Sommerspiele 1948 in London. In der Mannschaftsverfolgung wurde er gemeinsam mit Børge Gissel, Max Jørgensen und Benny Schnoor auf dem 5. Rang klassiert.